# إزفيستيا (صحيفة)
صحيفة إزفيستيا الروسية (بالروسية: Известия)، هي صحيفة يومية روسية، تأسست الصحيفة سنة 1917م، بعد الثورة البلشفية.
استمر نشاط العمل الصحفي لجريدة إرفيستيا بعد سقوط الاتحاد السوفيتي.

## وصلات خارجية
- إزفيستيا على موقع الموسوعة البريطانية (الإنجليزية)

- English translations of Izvestia articles at nonprofit WorldMeets.US